# Іркут
Ірку́т (бур. Эрхүү мγрэн) — річка на південному сході Російської Федерації (в Бурятії та Іркутській області), ліва притока Ангари. Довжина складає 488 км, площа водозбірного басейну — 15 780 км².
Найбільша притока Ангари, в яку впадає в центральній частині міста Іркутська. Сплавна ріка. Розвинений водний туризм.
Від назви річки утворена назва великого сибірського міста — Іркутськ: на місті впадіння Іркута в річку Ангару 1661 року побудований козацький острог (історична основа сучасного обласного центру).
Іркут бере початок в Озері Ільчір у Східному Саяні на висоті 1875 м над рівнем моря. Власне Іркут — результат злиття Чорного Іркуту з Середнім і Білим Іркутом. У верхів’ях тече на південний захід, потім круто повертає на схід, де, в Тункинській улоговині, приймає основні притоки: Ухе-Ухгунь, Великий Зангісан, Тунку, Зун-Мурен, Велику Бистру та інші.
Живлення — за рахунок таїння високогірних снігів та дощів. Середній річний стік води (в гирлі річки) — 140 м³/с. Кригостав триває з кінця жовтня до кінця квітня – початку травня (150—180 днів).
Найбільші населені пункти на річці: Монди, Мойготи, Туран, Гужири, Тори, Далахай, Шулута, Тібельті, Шаманка, Моти, Введенщина, Піонерськ, Баклаші, Смоленщина, Максимовщина, Іркутськ.